# Margherita Seglin
Margherita Seglin (10 de diciembre de 1889 - 2 de mayo de 1975) fue una actriz teatral, cinematográfica y televisiva de nacionalidad italiana.

## Biografía
Nacida en Milán, Italia, aunque de origen veneciano, desde muy joven tuvo relación con la escena, convirtiéndose en una de las actrices más apreciadas del teatro de Carlo Goldoni. En 1923 se casó con el actor Carlo Micheluzzi, junto al cual actuó a lo largo del resto de su carrera artística. Siempre con su marido, trabajó junto a grandísimos intérpretes del teatro veneciano, entre ellos Cesco Baseggio, Elsa Vazzoler, Gianni y Gino Cavalieri.
Activa también en televisión, en cambio tuvo poco contacto con el cine, medio en el que debutó en 1941 con Voglio vivere così, de Mario Mattoli. A pesar de ello es recordada por encarnar a Luisa – mujer de Luca (Aldo Silvani) y madre de Pasquale (Guido Celano) y Maria (Adriana Benetti) – en el célebre film Quattro passi fra le nuvole (1942), de Alessandro Blasetti. Fue el único largometraje de Seglin en el que no actuó junto a su marido.
Margherita Seglin falleció en1975 en Venecia, Italia. Fue madre del actor Tonino Micheluzzi.

## Filmografía
- Voglio vivere così, de Mario Mattoli (1941)
- La donna è mobile, de Mario Mattoli (1942)
- Quattro passi fra le nuvole, de Alessandro Blasetti (1942)
- Trent'anni di servizio, de Mario Baffico (1945)

## Televisión
- I rusteghi, de Carlo Goldoni, dirección de Cesco Baseggio y Lyda C. Ripandelli. Intérpretes: Gino Cavalieri, Luciano Paladini, Elsa Vazzoler y Claudio Giuntoli; emitida el 1 de enero de 1958
- Il geloso avaro, dirección de Cesco Baseggio y Lino Procacci. Intérpretes: Elsa Vazzoler, Carlo Micheluzzi, Emilio Rossetto y Luciano Zuccolini; emitida el 17 de febrero de 1958
- Il tramonto, dirección de Carlo Lodovici y Alberto Gagliardelli. Intérpretes: Giorgio Gusso, Gino Cavalieri, Walter Ravasini y Cesco Baseggio; emitida el 27 de octubre de 1958

## Teatro
- Il campiello, de Carlo Goldoni, dirección de Renato Simoni, con Laura Adani, Wanda Capodaglio, Gino Cervi y Cesco Baseggio. Venecia, (1939)
- La puta honrada, de Carlo Goldoni, dirección de Giorgio Strehler. Con Wanda Baldanello, Cesco Baseggio, Lilla Brignone y Marina Dolfin. Campo S. Trovaso, XI Festival Internazionale del Teatro, Venecia, 20 de julio de 1950.
- Chi la fa l'aspetti, de Carlo Goldoni, dirección de Carlo Lodovici. Con Cesco Baseggio, Elsa Vazzoler, Gino Cavalieri y Carlo Micheluzzi (1959)